# Quart de vie
Quart de vie est une websérie de fiction co-produite par Passez Go et ICI TOUT.TV. Elle est diffusée pour la première fois sur ICI TOU.TV en 2014. La série est scénarisée par Kadidja Haïdara, réalisée par Marie-Claude Blouin et Guillaume Lonergan et produite par Vicky Bounadère en collaboration avec Audrey Pacart, chef de contenu et programmation chez ICI TOU.TV,.

## Épisodes

### Première saison (2014)
1. Surprise!
2. Retour vers le passé
3. Ocean's 3
4. Mon royaume pour un tampon
5. Le sexe dans la cité
6. #Pray4Bam
7. The Call (la 2e meilleure toune des Backstreet Boys)
8. Open Mic

### Deuxième saison (2015)
1. Harder, Better, Faster, Stronger, etc.
2. Maman à temps plein
3. Scandale
4. La détox de jus
5. À grands pouvoirs correspondent grandes responsabilités
6. #GestiGate
7. L'importance d'être Constance
8. La revanche d'Ari

### Troisième saison (2017)
1. La tragédie du poteau
2. Pas de fumée sans Bam
3. Attraper les lucioles
4. Changer ensemble pour du renouveau
5. SOS, c'est pas juste une toune de Rihanna
6. Fin vingtaine
7. Début trentaine
8. «I Ain't Sorry»

## Distribution
Acteurs principaux :
- Alexandra Cyr : Ariane
- Marie-Soleil Dion : Constance
- Nadia Essadiqi : Bam
- Nico Archambault : Beau

Acteurs récurrents :
- Amélie B. Simard : Mélissa
- Fred-Éric Salvail : Seb
- Virginie Ranger-Beauregard : Cindy
- Luca Asselin : Arnaud
- Jean-Philippe Perras : McDreamy
- Diane Lavallée : Veille Ariane
- François Bernier : Pak-T
- Louise Bombardier : Colette
- Mylène Mackay : Emma-Rose
- Pier-Luc Funk : Maurice
- Josée Deschênes : Patronne
- Sylvie Boucher : Nathalie
- Louis-Olivier Mauffette : Davon-Kavon
- LeLouis Courchesne : Mario-Alain-Boulet-Bergeron
- Sébastien Dodge : Bastien Touchette
- Lévi Doré : Commis
- Pauline Martin : Ruth Bécotte
- Claude Bégin : Beau 2

## Fiche technique
- Maison de production : Passez Go
- Producteurs exécutifs : Vicky Bounadère, Félix Tétreault, Marie-Claude Blouin
- Auteure : Kadija Haïdara[5]
- Réalisatrice : Marie-Claude Blouin, Guillaume Lonergan
- Productrice : Vicky Bounadère
- Directeur photo : Félix Tétreault
- Directrice artistique : Valérie-Jeanne Mathieu
- Preneur de son : Mathieu Alix, Frédérick Michaud
- Monteure : Isabelle Desmarais
- Compositeur musique originale : Samuel Laflamme
- Chef maquilleuse/coiffeuse: Virginie Bachand
- Créatrice costumes: Caroline Bodson

## Distinctions

### Prix Numix
- Lauréat : meilleure websérie fiction (2015)[6]

### Webfest Montréal
- Lauréat : meilleur scénario - Kadidja Haïdara (2015)